# هانز فرانك
هانز فرانك (بالألمانية: Hans Michael Frank)‏ (23 مايو 1900 – 16 أكتوبر 1946) كان محاميًا ألمانيًّا عمل في الحزب النازي في العشرينات والثلاثينات من القرن الماضي، وأصبح فيما بعد المحامي الشخصي لهتلر وبعد وصول هتلر إلى السلطة أصبح فرانك الحاكم العام لإقليم في بولندا المحتلة، وقد أدين فرانك في محكمة نورنبيرغ بارتكاب جرائم حرب وجرائم ضد الإنسانية ونفذ فيه حكم الإعدام شنقًا.

## روابط خارجية
- هانز فرانك على موقع الموسوعة البريطانية (الإنجليزية)
- هانز فرانك على موقع مونزينجر (الألمانية)
- هانز فرانك على موقع إن إن دي بي (الإنجليزية)